# Папаяннопулос, Наполеон
Наполеон Папаяннопулос (греч. Ναπολέων Παπαγιαννόπουλος; 1920 — 12 апреля  2012) — греческий офицер, командир 9-го полка  Народно-освободительной армии Греции  (ЭЛАС).

## Биография
Наполеон Папаяннопулос родился в 1920 году в семье священника, в селе Псари, Трифилия Мессения.
Будучи курсантом второго курса  Военного училища эвэлпидов, принял участие в победной для греческого оружия Греко-итальянской войне (1940—1941).
С началом тройной, германо-итало-болгарской, оккупации континентальной Греции и ещё до того как пал Крит, в конце мая 1941 года, вместе со своими земляками основал подпольную организацию Сопротивления. именовавшуюся «Новая Филики Этерия».
Исследователь Д. Кирьязис именует её первой организацией Сопротивления в Греции.
После того как по инициативе компартии Греции был создан всегреческий Национально-освободительный фронт Греции (ЭАМ), «Новая Филики Этерия» влилась в ЭАМ.
Отправившись в Афины, Наполеон Папаяннопулос связался со своим братом Георгием, офицером ВМФ Греции, состоявшим в организации «Прометей II».
Избежав ареста и используя контакты «Прометея II» с союзным командованием в Каире, он сумел обеспечить выброс оружия и боеприпасов с британских самолётов в Мессении в октябре 1942 года. Его брат, после разгрома «Прометея II», перебрался на Ближний Восток, где, после того как он принял в антимонархическом восстании греческого флота, оказался в британских концлалагерях Египта.
Наполеон Папаяннопулос в августе 1942 года организовал один из первых отрядов  Народно-освободительной армии Греции  (ЭЛАС) на Пелопоннесе, а затем возглавил командование ротой 3-го батальона IX полка ЭЛАС, а затем возглавил 3-й батальон полка.
С ноября 1943 года 4 тысячи солдат вермахта вели карательные операции против партизан VIII и IX полков ЭЛАС:164.
Возглавляя 3-й батальон IX полка, Папаяннопулос в течение двух недель дважды (6 и 19 февраля 1944 года) дал успешный бой против частей вермахта на позиции Агиос Флорос, всего в 18 км от города Каламата и почти на равнине:169.
Впоследствии был назначен в штаб IX полка, а затем принял командование полком.
В сентябре 1944 года, покидая Грецию, немцы эвакуировались из Каламаты на 200 грузовиках.
IX полк ЭЛАС попытался остановить немецкую колонну, нанёс ей потери, но не смог остановить её:217.
С началом  декабрьских боёв 1944 года  ЭЛАС против англичан, 2 батальона IX полка были переброшены в Афины:235.
После подписания Варкизского соглашения в январе 1945 года, Папаяннопулос выразил несогласие с сдачей оружия частями ЭЛАС, но подчинился приказу командования ЭЛАС и руководства компартии.
С началом так называемого «Белого террора» банд монархистов против коммунистов и участников Сопротивления, Папаяннопулос получил приказ партийного руководства скрыться в городе Каламата. В январе 1946 года Папаяннопулос получил приказ сформировать военизированную группу, чтобы отрзать налёт банды Маганнаса на город. Неизвестно из каких соображений, партийное руководство отменило этот приказ.
15 мая 1946 года Папаяннопулос был арестован в своём убежище и предстал перед военным трибуналом обвиняемый в «намерении передать часть национальной территории вражескому государству». Благодаря представленной Папаяннопулосом переписке с британским фельдмаршалом  Александером, смертная казнь была сменена на пожизненное заключение.
Папаяннопулос был заключён в тюрьму, но его беззащитный 70-летний отец, священник Перикл Папаяннопулос, был зарезан бандой монархистов.
Папаяннопулос был освобождён только в 1962 году. Женился, создал семью.
Наполеон Папаяннопулос умер в Афинах 12 апреля 2012 года.